# 栗原悦蔵
栗原 悦蔵（くりはら えつぞう、1894年（明治27年）3月31日 - 1987年（昭和62年）9月18日）は、日本の海軍軍人。最終階級は海軍少将。群馬県前橋市出身。

## 略歴
旧制群馬県立前橋中学校より海軍兵学校第44期入校。平出英夫 海軍少将に代わり、海軍報道部第1課長に着任したが、早々に「竹槍事件」が発生。筆者である毎日新聞記者新名丈夫を守るべく陸軍との対応にあたった。また米内光政、井上成美、高木惣吉などの下、終戦工作に携わっている。
戦後は公職追放となり、その後は小松製作所に入社し小松フォークリフト会長に就任した。

## 人物像
地味で誠実な性格であり、米内、井上、高木などから信頼された。また新聞記者の評判が良い人物であった。

## エピソード
- 兵学校59期[3] の学年指導官であった栗原は、卒業の餞として『訓示集』を作成して与えた。伊藤整一中佐をはじめ11名の生徒隊監事の協力で作成された400字詰原稿用紙94枚に及ぶもので、実務につく初級士官の心構えを丁寧に指導したものであった。
- 栗原は「運輸、補給、徴用船舶、出師準備、人員充実、国家総動員」を担当する軍令部第4課長であったが、日米戦争となれば南方資源を内地に還送し軍需民需を賄うことは不可能である、と主張し開戦に反対であった。
- 竹槍事件では、新名丈夫が陸軍に召集されるのを防ぐべく海軍報道班員としてパラオに送ろうとした。このとき栗原は新名に向かい｢海軍は君を陸軍に渡すことはできない。願わくは華々しく死んでほしい｣と話し、涙を流している[4]。ただし事件の元となった記事は栗原が書かせたという説がある[5]。

## 親族
- 兄 栗原祐治海軍大佐（海兵30期）

## 年譜
- 1894年（明治27年）3月31日- 群馬県前橋市生
- 1913年（大正2年）9月3日- 海軍兵学校入校 入校時成績順位100名中第54位
- 1916年（大正5年）11月22日- 海軍兵学校卒業 卒業時成績順位95名中第63位・任 海軍少尉候補生・装甲巡洋艦「八雲」乗組・練習艦隊近海航海出発 有明湾~鹿児島~佐世保~青島~威海衛~大連~旅順~仁川~鎮海~舞鶴~安下庄~大阪~鳥羽~清水方面巡航
- 1917年（大正6年）3月3日- 帰着
  - 4月5日- 練習艦隊遠洋航海出発 エスキモルト~バンクーバー~エスキモルト~サンフランシスコ~サンペドロ（San Pedro, California）~ホノルル~ヤルート~トラック~ヤップ~アンガウル~パラオ~香港~馬公~基隆~那覇方面巡航
  - 8月17日- 帰着
  - 8月22日- 戦艦「香取」乗組
  - 12月1日- 任 海軍少尉
- 1918年（大正7年）11月9日- 装甲巡洋艦「八雲」乗組 少尉候補生指導官附 
  - 11月21日- 練習艦隊近海航海出発
- 1919年（大正8年）2月7日- 帰着
  - 3月1日- 練習艦隊遠洋航海出発 上海~基隆~馬公~香港~マニラ~シンガポール~フリーマントル~セブ島~パラオ~トラック~サイパン方面巡航 
  - 7月26日- 帰着
  - 8月26日- 戦艦「日向」乗組
  - 12月1日- 任 海軍中尉・海軍水雷学校普通科学生
- 1920年（大正9年）5月31日- 海軍砲術学校普通科学生
  - 10月13日- 待命
- 1921年（大正10年）7月15日- 休職
  - 9月1日- 横須賀鎮守府附
  - 12月1日- 海軍砲術学校普通科課程再入校
- 1922年（大正11年）4月8日- 呉鎮守府附防備隊分隊長心得
- 1923年（大正12年）4月1日- 戦艦「扶桑」分隊長心得
  - 6月1日- 戦艦「摂津」分隊長心得
  - 12月1日- 任 海軍大尉・海軍砲術学校高等科第23期学生
- 1924年（大正13年）11月29日- 海軍砲術学校高等科修了
  - 12月1日- 1等駆逐艦「海風」砲術長兼分隊長
- 1925年（大正14年）12月1日- 1等駆逐艦「天津風」砲術長兼分隊長
- 1926年（大正15年）4月1日- 1等駆逐艦「卯月」艤装員
  - 9月14日- 1等駆逐艦「卯月」砲術長兼分隊長
- 1927年（昭和2年）12月1日- 海軍大学校甲種第27期学生
- 1929年（昭和4年）11月27日- 海軍大学校甲種卒業 卒業時成績順位20名中第18位
  - 11月30日- 任 海軍少佐・巡洋戦艦「榛名」副砲長兼分隊長
- 1930年（昭和5年）8月29日- 海軍兵学校教官兼監事
- 1932年（昭和7年）2月10日- 海軍省教育局第1課
- 1934年（昭和9年）11月15日- 第8戦隊参謀
- 1935年（昭和10年）11月15日- 任 海軍中佐
- 1936年（昭和11年）1月6日- 欧米各国出張
  - 8月4日- 帰着
  - 8月10日- 海軍省軍務局第1課兼軍令部出仕
  - 12月1日- 免 軍令部出仕
- 1937年（昭和12年）11月20日- 兼 大本営報道部第2課兼第3課
- 1939年（昭和14年）5月15日- 第3艦隊司令部附 上海海軍特別陸戦隊参謀
  - 11月15日- 任 海軍大佐・上海方面根拠地隊参謀
  - 12月27日- 佐世保鎮守府附
- 1940年（昭和15年）5月6日- 横須賀鎮守府附
  - 11月1日- 海軍軍令部第2部第4課出仕
  - 11月10日- 海軍軍令部第2部第4課長兼大本営海軍参謀
- 1943年（昭和18年）7月10日- 海軍省兼軍令部出仕
  - 7月15日- 海軍省軍務局第4課長兼大本営海軍参謀兼海軍報道部第1課長
- 1944年（昭和19年）3月2日- 免 海軍報道部第1課長　兼 海軍報道部長
  - 9月11日- 免 海軍省軍務局第4課長  兼 海軍省軍務局第3課長
- 1945年（昭和20年）3月1日- 免 海軍省軍務局第3課長  兼 海軍省軍務局第4課長
  - 5月1日- 任 海軍少将
  - 5月10日- 免 海軍報道部長  兼 海軍報道部副長
  - 5月15日- 免 軍務局第4課長　兼 軍令部出仕
  - 9月5日- 軍令部出仕
  - 11月30日- 海軍省廃官により予備役編入 充員召集
  - 12月1日- 第2復員省出仕
- 1946年（昭和21年）3月31日- 充員召集解除
- 1987年（昭和62年）9月18日- 死去 享年93